# Geoffrey Demeyere
Geoffrey Demeyere (Roeselare, 31 oktober 1976) is een voormalig Belgisch wielrenner.

## Levensloop en carrière
Demeyere werd in 2000 prof bij Vlaanderen 2002 - Eddy Merckx. Als belofte had hij Gent-Wevelgem gewonnen en eindigde hij tweede in Parijs-Roubaix, na Thor Hushovd. Zijn belangrijkste resultaten als prof waren winst in de Sluitingsprijs Zwevezele in 2001 en de Schaal Sels in 2004.

## Belangrijkste overwinningen
- Sluitingsprijs Zwevezele, 2001
- Schaal Sels, 2004

## Belangrijkste ereplaatsen
- 2e in Druivenkoers Overijse, 2002 en 2004